# Mychocerus laevis
Mychocerus laevis is een keversoort uit de familie dwerghoutkevers (Cerylonidae). De wetenschappelijke naam van de soort werd in 1903 gepubliceerd door Antoine Henri Grouvelle.